# Comuna de Mokobody
Mokobody (polaco: Gmina Mokobody) é uma gminy (comuna) na Polónia, na voivodia de Mazóvia e no condado de Siedlecki. A sede do condado é a cidade de Mokobody.
De acordo com os censos de 2004, a comuna tem 5343 habitantes, com uma densidade 44,8 hab/km².

## Área
Estende-se por uma área de 119,17 km², incluindo:
- área agrícola: 78%
- área florestal: 17%

## Demografia
Dados de 30 de Junho 2004:
|                      | Total   | Total | Mulheres | Mulheres | Homens  | Homens |
| -------------------- | ------- | ----- | -------- | -------- | ------- | ------ |
|                      | pessoas | %     | pessoas  | %        | pessoas | %      |
| População            | 5343    | 100   | 2571     | 48,1     | 2772    | 51,9   |
| Densidade (pop./km²) | 44,8    | 100   | 21,6     | 21,6     | 23,3    | 23,3   |

De acordo com dados de 2002, o rendimento médio per capita ascendia a 1290,67 zł.

## Subdivisões
- Bale, Dąbrowa, Jeruzale, Kapuściaki, Kisielany-Kuce, Kisielany-Żmichy, Księżpole-Jałmużny, Księżpole-Smolaki, Mokobody, Mokobody-Kolonia, Męczyn, Męczyn-Kolonia, Niwiski, Osiny Dolne, Osiny Górne, Pieńki, Skupie, Świniary, Wesoła, Wólka Proszewska, Wólka Żukowska, Wyłazy, Zaliwie-Brzozówka, Zaliwie-Piegawki, Zaliwie-Szpinki, Zemły, Ziomaki, Żuków.

## Comunas vizinhas
- Bielany, Grębków, Kotuń, Liw, Siedlce, Suchożebry